# Bělá (přítok Visly)
Bělá (polsky Biała, lidově též Białka) je řeka v jižním Polsku, pravostranný přítok Visly. Pramení ve Slezských Beskydech v nadmořské výšce kolem 800 m mezi horami Klimczok a Magura jihozápadně od obce Bystra a vlévá se do Visly poblíž Čechovic-Dědic. Délka toku je 28,6 km (z toho přes 14 km na území Bílska-Bělé). Plocha povodí měří 139 km².
Bělá tvoří historickou hranici mezi Těšínským Slezskem a Malopolskem. Od 11. století rozdělovala vratislavskou a krakovskou arcidiecézi, od roku 1316 pak Těšínské a Osvětimské knížectví. Od roku 1457 až po 1. polovinu 20. stol. ohraničovala na východě země Koruny české a v letech 1772-1918 vymezovala hranici mezi Rakouským Slezskem a Haličí. Dnes už Bělá velký význam nemá – protéká územím jednoho státu, vojvodství, ba i okresu.
Na protějších březích Bělé vznikla města Bílsko a Bělá, která byla v roce 1951 sloučena v jeden celek s názvem Bílsko-Bělá. Obdobně vznikla obec Bystrá (spojením levobřežní Slezské Bystré a pravobřežní Krakovské Bystré).